# Sangō
Sangō (三郷町?, Sangō-chō) è una cittadina giapponese della prefettura di Nara.